# Jardín botánico de Pittsburgh
El Jardín botánico de Pittsburgh en inglés: Pittsburgh Botanic Garden, es un nuevo jardín botánico en construcción de 186 hectáreas (460 acres) de extensión, en el interior del Settler's Cabin Park en los suburbios de Pittsburgh de Collier Township y North Fayette Township.
Dentro de las 186 hectáreas previstas cuando las obras estén finalizadas habrá 18 jardines temáticos diferentes, 5 bosques de diversos biomas, centro de visitantes, un anfiteatro para espectáculos al aire libre, un jardín de celebración de bodas, y un centro de investigación botánica aplicada. El jardín se encuentra aún en fase de construcción y un área pequeña se abrió al público por vez primera en 2013. 
La página internet del jardín http://www.pittsburghbotanicgarden.org/

## Localización
Pittsburgh Botanic Garden Settler's Cabin Park, 850 Poplar street Pittsburgh, Allegheny county Pennsylvania PA 15220 United States of America-Estados Unidos de América
Planos y vistas satelitales40°23′0″N 80°6′59″O / 40.38333, -80.11639.
Es visitable por el público en general sin cargo alguno.

## Historia
El Jardín Botánico de Pittsburgh fue fundado en 1988 como la "Horticultural Society of Western Pennsylvania " (Sociedad hortícola de Pensilvania Occidental) para promover y alentar tanto la horticultura, como la botánica, la conservación de los recursos naturales y la creación de un jardín botánico en el oeste de Pensilvania. 
La organización se convirtió en una organización sin ánimo de lucro 501(c)(3) en 1991 y adoptó su nombre actual en 2010.
El Jardín Botánico de Pittsburgh será el primer jardín botánico de la región al aire libre integralmente centrado en plantas resistentes adaptables a los suelos y el clima en el oeste de Pensilvania.

## Construcción
En el 2004, después de que la construcción del jardín había comenzado, después del huracán Iván reveló una extensa inundación en todo el terreno de aguas ácidas del drenaje de una mina próxima.
Está en curso estudios para abordar la solución del legado de las minas de carbón de Pensilvania occidental: el drenaje ácido de las minas. El agua que drena de estas minas es muy ácido, lo que plantea un problema para la vida silvestre y para el público en general en el jardín botánico. 
La reparación está terminanda y será solucionado el problema de las minas abandonadas que se remontan a 1925 ubicadas junto al sitio. Con los huecos subterráneos cerrados, ya no hay lugar para que las aguas químicamente activas se propaguen, la calidad del agua mejorará drásticamente.
El Jardín podrá recoger el agua, eliminar los contaminantes restantes, y la reciclaran para irrigar la tierra. Por primera vez en 85 años, el agua en el sitio será descontaminada y lo suficientemente limpia para el riego.
Al mismo tiempo, una "lecho de piedra caliza de drenable" desarrollado por la empresa "Hedin Environmental" (Hedin Ambiental) se está construyendo en otra parte del jardín que va a tratar un flujo de salida de aproximadamente 10 galones por minuto de agua ácida. Después de que el pH del drenaje se eleva a cerca de punto muerto, el agua tratada se incorporará a un reconstruido "estanque de Lotos", una característica de las regiones boscosas de Asia.

## Jardines
El jardín será terminado y abierto al público en tres etapas principales. La primera etapa que se abrirá en el 2013 lleva a los visitantes a través de un paseo de flores silvestres, a una zona boscosa denominada como los "Bosques templados del mundo", 40 acres de bosque dividido en cinco jardines geográficamente diferentes. El diseño incluye un bosque europeo, asiático, inglés, así como Meseta de los Apalaches y el bosque "Cove Forest", que es una característica única de la zona. Estos jardines incorporar el tema de la conservación y preservación, y destacan las plantas especiales y la topografía de la región natal en un entorno natural que incorpora tanto las tierras altas como los valles.
Los jardines bosques y senderos se están construyendo, mientras que el trabajo de recuperación se lleva a cabo en las crestas altas en el centro de la finca. Instalaciones para la fase uno incluye la reutilización de adaptación de los edificios existentes junto a los "Jardines del Bosque". Un granero 5.000 pies cuadrados que fue construido en el año 1855 se convertirá en el Centro de Bienvenida del Jardín. Se incluirá un aulario, un espacio de orientación, los baños públicos, y una espacio superior abierto que se utilizará para alquiler de eventos. 
Un Jardín de las bodas se construirá cerca de la granja y las recepciones de acompañamiento en el granero será una fuente de ingresos para la financiación del Jardín. También, a través de la calle del granero, una casa antigua de la granja se reconvertirá en las oficinas de Jardín.